# カルロス・ガライコエチェア
カルロス・ガライコエチェア・ウリサ（Carlos Garaikoetxea Urriza, 1938年6月2日 - ）は、スペイン・パンプローナ出身の政治家。1979年から1985年までバスク自治州政府レンダカリ（政府首班）を務めた。

## 経歴

### 初期の経歴
ナバーラ地方のパンプローナで、貧しい農家の子どもとして生まれた。パンプローナのエスコラピオス修道会で学び、ビルバオのデウスト大学では法経済学を専攻した。カスティーリャ語圏で育ったが、バスク語も勉強している。後にはロンドンやパリでも学び、スペインに戻ると商工会議所で働き、経済学者としてバスク自治州議会議員となった。さらに弁護士を開業する傍ら、1975年から1980年まで、バスク民族主義党(EAJ-PNV)ナバーラ支部長を務め、1977年から1980年まではバスク民族主義党首を務めた。1979年にはスペイン1978年憲法に従ってバスク自治州が新しく発足したが、自治州への権限移譲準備段階のバスク自治州議会議長に選出された。

### レンダカリ
議長就任と同年の1979年、自治州移行期において重要な時期のバスク自治州政府レンダカリ（政府首班）にも選出された。
彼のレンダカリ在任中にバスク自治規定が施行された。1982年12月31日には、バスク地方独自のテレビ局であるバスク・テレビ(EiTB)を発足させた。1982年から1986年まで、フアン・ポレス・アスコナとの協同で保健サービス（オサキデツァ）、警察（エルツァインツァ）などの機関を設立した。1983年8月にビルバオを襲ったネルビオン川の大洪水では、問題を解決するためにバスク語とカスティーリャ語の緊急対応システムを管理した。バスク経済協定を通じてバスク地方の経済を改善し、バスク語教育制度を通じてバスク地方におけるバスク語の地位を高めた。
1985年、党方針とガライコエチェアの意見の相違（歴史的領域に関する法、バスク民族主義党首のシャビエル・アルサリュスとの個人的な衝突、党のナバーラ支部全組織の追放など）から、バスク民族主義党はガライコエチェア派と非ガライコエチェア派に分裂した。ガライコエチェア派はギプスコア県、ナバーラ州、ビトリア＝ガステイスからの支持を得たが、ビスカヤ県、アラバ県からの支持は得られなかった。前年の1984年にレンダカリに再選されたばかりだったが、1985年にはレンダカリの座をホセ・アントニオ・アルダンサに譲った。

### バスク連帯の設立
レンダカリ退任直後にバスク民族主義党の内部分裂は終息し、ガライコエチェアを党首とするバスク連帯(EA)が設立された。1987年から1991年には欧州議会議員を務め、バスク自治州議会議員選挙では1998年まで連続当選した。1999年には息子のカルロス・ガライコエチェアに議席を譲り、バスク連帯党首の座をベゴニャ・エラスティに譲るとともに、政界から引退した。バスク連帯は2011年にビルドゥ（政党連合）の主要構成者となり、同年のバスク自治州議会議員選挙では第2党に躍進している。
アラバ県のオケンドにはガライコエチェアの名を冠した通りがある。